# Mary Hanafin

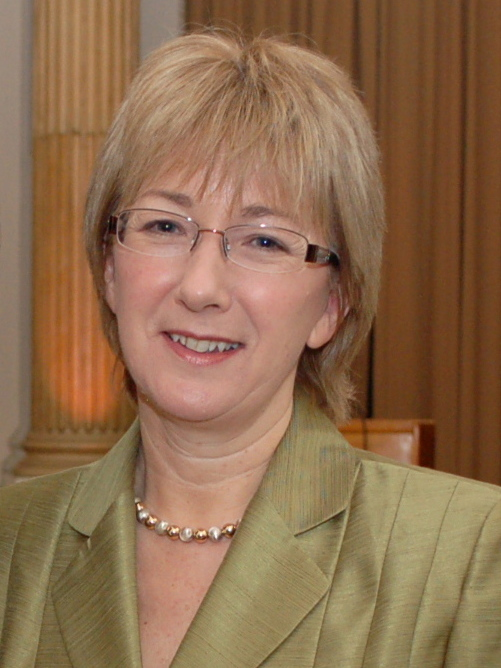
Mary Hanafin (2010)

Mary Hanafin (irisch Máire Ní Ainifín; * 1. Juni 1959 in Thurles, County Tipperary) ist eine irische Politikerin und war zuletzt Ministerin für Tourismus, Kultur und Sport der Republik Irland.
Hanafin besuchte das St. Patrick’s College in Maynooth sowie das Dublin Institute of Technology. Von 1985 bis 1991 war sie Mitglied des Stadtrats von Dublin (Dublin City Council). 1989 kandidierte Hanafine erfolglos im Wahlbezirk Dublin South East als Fianna-Fáil-Kandidatin für einen Sitz im Dáil Éireann. Erst 1997 gelang es ihr, für den Wahlbezirk Dún Laoghaire ins Unterhaus des irischen Parlaments einzuziehen. Bei den folgenden Wahlen 2002 und 2007 konnte sie ihr Mandat verteidigen. Als Teachta Dála bekleidete sie von 2000 bis 2004 verschiedene Posten als Staatsministerin, bevor sie 2004 zur Bildungsministerin (Minister for Education and Science) ernannt wurde. Dieses Amt übte Hanafin bis Mai 2008 aus, als sie Sozial- und Familienministerin wurde. 2010 wechselte sie ins Ministerium für Tourismus, Kultur und Sport.
Hanafin ist die Tochter des irischen Politikers und Senators Desmond Hanafin. Ihr Bruder John Hanafin ist ebenfalls Senator im Seanad Éireann. Vor ihrer Wahl 1997 war Hanafin als Lehrerin für Irisch und Geschichte am Dominican College in Blackrock, County Dún Laoghaire-Rathdown, tätig. Sie ist Mitglied im Dún Laoghaire-Rathdown County Council für Blackrock.